# Бемипарин натрия
Бемипарин (торговые наименования Ivor и Zibor, среди прочих) — антитромботическое средство, принадлежащее к группе низкомолекулярных гепаринов (НМГ).

## Применение в медицине
Бемипарин используется для профилактики тромбоэмболии после операции, а также для предотвращения свертывания крови в экстракорпоральном контуре при гемодиализе.

## Противопоказания
Препарат противопоказан пациентам с гепарин-индуцированной тромбоцитопенией в анамнезе с диссеминированной внутрисосудистой коагуляцией или без нее; острым кровотечением или риск кровотечения; травмой или операцией центральной нервной системы, глаз или ушей; тяжелая недостаточность печени или поджелудочной железы; и острым или подострым бактериальный эндокардитом.

## Взаимодействия
Исследования взаимодействия не проводились. К лекарствам, которые, как ожидается, увеличивают риск кровотечения в сочетании с бемипарином, относятся другие антикоагулянты, аспирин и другие НПВП, антитромбоцитарные препараты и кортикостероиды.

## Химические свойства
Как и семулопарин, бемипарин классифицируется как ультра-НМГ из-за его низкой молекулярной массы, составляющей в среднем 3600 г / моль. (Эноксапарин содержит 4500 г / моль.) Эти гепарины обладают более низкой антитромбиновой активностью, чем классические НМГ, и действуют в основном на фактор Ха, снижая риск кровотечения.